# 2022 en Israël
Chronologie d'Israël (en)
- 2018
- 2019
- 2020
- 2021
- 2022
- 2023
- 2024
- 2025
- 2026

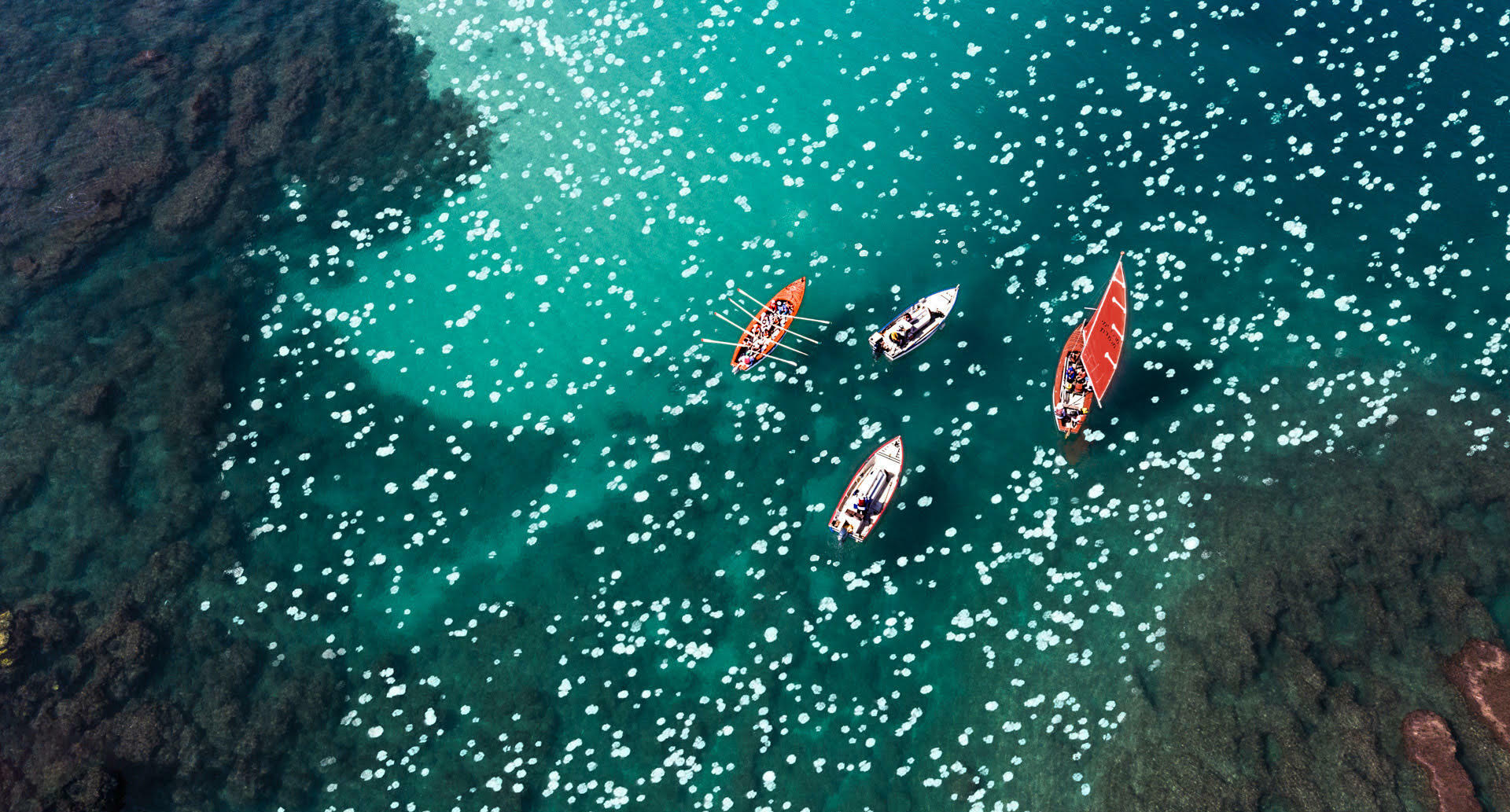

Cette page concerne les évènements survenus en 2022 en Israël :

## Évènement
- Pandémie de Covid-19 en Israël
- Prévision de lancement du satellite AMOS-8 (en)
- 21-27 janvier : Tempête Elpis (en)
- 1er juillet : Yaïr Lapid, succède à Naftali Bennett comme Premier ministre d'Israël.

## Sport
- Saison 2022 de l'équipe cycliste Israel-Premier Tech
- Championnat d'Israël de football 2021-2022
- Participation d'Israël aux Jeux Olympiques d'hiver de Pékin.
- 14-17 juillet : Organisation des Championnats d'Europe d'athlétisme jeunesse à Jérusalem.

## Décès
- Mordechai Ben-Porat (en), personnalité politique.
- Tova Berlinski, peintre.
- Aura Herzog (en), militante sociale.
- Yoram Taharlev (en), poète et écrivain.